# 타카노 핫세이
타카노 핫세이(1978년 1월 9일 ~)는 일본의 배우이다. 본명은 츠다 미츠히로. 치바현 출신, VESTA 소속.

## 이력
1989년, 칠색촌이라는 드라마에서 아역시절 주연으로 데뷔. 치바현립 오미야 고등학교를 졸업하고 1998년에 울트라맨 가이아에서 후지미야 히로야 / 울트라맨 아굴이라는 역을 맡게 된다.
2017년에는 크라우드펀딩을 통해 HE-LOW라는 영화로 영화 감독으로 데뷔했다.
특촬물에서 히어로와 악역 둘 다 연기했다. 전자는 울트라맨 가이아의 후지미야 히로야 역과 가면라이더 류우키의 테즈카 미유키 그리고 가면라이더 The First와 가면라이더 The Next의 이치몬치 하야토 역이, 후자는 가면라이더 드라이브에선 네오 셰이드의 리더 오카무라 역과 휴대폰 수사관 7의 마기라 구란도 역이 해당된다.
2006년에 결혼하여 현재 세 아이의 아버지이다.
2004년부터 2007년까지 커리어 최고의 전성기를 구가했다.

## 출연작
- 울트라맨 가이아 - 후지미야 히로야 / 울트라맨 아굴
- 가면라이더 류우키 - 테즈카 미유기 / 가면라이더 라이아
- 가면라이더 류우키 TV 스페셜 - 13 Riders - 테즈카 미유키 / 가면라이더 라이아
- Rider Time 가면라이더 류우키 - 테즈카 미유키 / 가면라이더 라이아